# Vassili Tsiblíev
Vassili Tsiblíev   (Orikhivka, 20 de febrer de 1954), nom complet amb patronímic Vassili Vassílievitx Tsiblíev, rus: Васи́лий Васи́льевич Цибли́ев és un antic cosmonauta rus, tinent general i cap del Centre de Formació de Cosmonautes Iuri Gagarin del 2003 al 2009.

## Biografia
El 1971 es va graduar de l'escola secundària i va ingressar a l'Escola Superior de Pilots d'Aviació Militar de Khàrkiv S.I.Gritsevets, de la qual es va graduar el desembre de 1975.
Tsiblíev va començar el seu servei com a pilot al 296è Regiment de Caces del grup de forces soviètiques a Alemanya. Allà, l'agost de 1976, va rebre la qualificació de "Pilot militar de 3a classe". Al novembre del mateix any, Tsibliev va ser traslladat al 85è Regiment d’Aviació de Combat de Guàrdies, on a l’agost va rebre la qualificació de "Pilot militar de 2a classe", i al maig de 1979 - "Pilot militar de 1a classe". Aviat Tsiblíev es va convertir en comandant de vol.
El novembre de 1980, Vassili Tsiblíev va tornar a la URSS i va continuar el seu servei com a comandant de vol del 161è Regiment d'Aviació al Districte Militar d'Odessa. El 1982, el seu vol va ser reconegut com el millor del regiment i Tsibliev va obtenir la qualificació de "Pilot-instructor". El novembre de 1983, Vassili Tsiblíev va ser nomenat subcomandant d'una esquadrilla d'aviació. Com un dels millors pilots del regiment, Vassili Tsiblíev el 1984 va ser enviat a estudiar a l'Acadèmia Gagarin de les Forces Aèries de Mónino, regió de Moscou. Després de graduar-se, el juliol de 1987, Tsiblíev va rebre un diploma amb honors en l'especialitat “Aviació operativa-tàctica de comandament i personal”.
El 26 de març de 1987, per decisió de la Comissió Interdepartamental per a la selecció de cosmonautes, es va recomanar l'admissió de Vassili Tsiblíev al cos de cosmonautes de la Força Aèria del Centre de Formació de Cosmonautes Iuri Gagarin. Des de desembre de 1987 fins a juliol de 1989 va rebre formació general de l'espai (FGE) i en acabar va rebre la qualificació de "Cosmonauta de proves". El programa de formació general de l'espai també incloïa entrenament en paracaigudes. A principis de 1990, Tsiblíev va obtenir la qualificació d'“Instructor de paracaigudisme”. Després de la FGE, Vassili Tsiblíev va continuar entrenant per a un vol espacial a l'estació espacial Mir com a part d'un grup.
L'octubre de 1992, Vassili Tsiblíev va començar l'entrenament en vol directe com a comandant de la segona tripulació del programa EO-13, juntament amb Iuri Ussatxov. El 24 de gener de 1993 fou tripulant de reserva del comandant de la nau espacial Soiuz TM-16, Guennadi Manakov.
Del 8 de febrer al 24 de juny de 1993, Tsibliyev es va entrenar com a comandant de la tripulació principal en el marc del programa EO-14, juntament amb Aleksandr Serebrov i el francès Jean-Pierre Haigneré. Tot i que Vassili Tsiblíev encara no tenia experiència en vols espacials, el 30 de juny de 1993 va ser nomenat subdirector de la Centre de Formació de Cosmonautes de la Força Aèria. Així, Tsiblíev va abandonar la plantilla de iure fins i tot abans del vol, però aquest fet no li va impedir volar a l'espai.
Vassili Tsiblíev va fer el seu primer vol espacial de l'1 de juliol de 1993 al 14 de gener de 1994, a bord de la Soiuz TM-17, juntament amb Aleksandr Serebrov i Jean-Pierre Haigneré.
El 21 de febrer de 1996, Vassili Tsiblíev fou tripulant de reserva del comandant de la nau espacial Soiuz TM-23, Iuri Onufrienko. El 25 de març de 1996,Vassili Tsiblíev va començar a entrenar per al vol com a comandant de la primera tripulació. El vol de la sonda espacial Soiuz TM-25 va ser el segon per a Vassili Tsiblíev.
El 1997 es va graduar a la Universitat Estatal de Geodèsia i Cartografia de Moscou.
Després de retirar-se de l'equip de cosmonautes en actiu, es va convertir en cap adjunt del centre de control de vol i, a l’abril del 2000, es va convertir en el cap adjunt del Centre de Formació de Cosmonautes Iuri Gagarin, on era el responsable de l'entrenament de vol i espai. El setembre de 2003 va ser nomenat cap del centre de formació. Es va retirar el 26 de març del 2010 i el va succeir Serguei Krikaliov.
Tsiblíev està casat i té dos fills.